# Blossom
Blossom – miasto w Stanach Zjednoczonych, w stanie Teksas, w hrabstwie Lamar.